# 潘瑞征
潘瑞征（1914年3月7日—1991年11月16日），男，山西临猗人，中国近代政治人物。

## 生平

### 早年生涯
潘瑞征是山西省临猗县孙吉镇王午村人。早年服役于傅作义部。抗日战争时期，曾随傅作义参加长城抗战和百灵庙战役。第二次国共内战期间，担任二战区兵站总监部经理处处长。1949年2月，担任华北剿总经理委员会主任，随傅作义参加北平和谈，历任中国人民解放军绥远省军区后勤部副部长。

### 中華人民共和国成立后
担任中国人民志愿军23兵团后勤部副部长，参加朝鲜战争。回国后，任山西省军区后勤部副部长，山西省粮食厅副厅长，第四届中国人民政治协商会议山西省委员会委员、常务委员。文化大革命期间，受到迫害。
1979年后历任中国人民政治协商会议第六、七届全国委员会委员。1979年12月，山西省五届人大二次会议召开，将山西省革命委员会改为山西省人民政府，选举其担任副省长。1983年4月22日，政协山西省第五届委员会第一次会议召开，会议选举其担任副主席。1988年1月，当选为山西省第七届人民代表大会常务委员会副主任。1991年11月16日，在太原逝世，享年77岁。